# Матчи сборной Москвы по футболу (1933)
Сезон 1933 года стал 27-м в истории сборной Москвы по футболу.
В нем сборная провела
- 9 официальных матчей
  - 8 товарищеских междугородних
    - в том числе 2 в рамках Матча трёх городов

  - 1 товарищеский международный со сборной Турции
- 8 неофициальных матчей
  - в том числе 1 международный с «рабочей» командой Испании

## Классификация матчей
По установившейся в отечественной футбольной истории традиции официальными принято считать матчи первой сборной с эквивалентным по статусу соперником (сборные городов, а также регионов и республик); матчи с клубами Москвы и других городов составляют отдельную категорию матчей.
Международные матчи также разделяются на две категории: матчи с соперниками топ-уровня (в составах которых выступали футболисты, входящие в национальные сборные либо выступающие в чемпионатах (лигах) высшего соревновательного уровня своих стран — как профессионалы, так и любители) и (начиная с 1920-х годов) международные матчи с так называемыми «рабочими» командами (состоявшими, как правило, из любителей невысокого уровня).

## Статистика сезона
| 1933            |                                     |      |
| Н (1)           | Москва — Москва-II                  | 0:1  |
| МГ 74           | Москва — Ленинград                  | 3:3  |
| Н (2)           | Москва — Орехово                    | 8:1  |
| МГ 75           | Москва — Харьков                    | 2:3  |
| МН 23           | Москва — Турция                     | 7:2  |
| МГ 76           | Москва — Ленинград                  | 4:2  |
| МГ 77           | Москва — Харьков                    | 4:2  |
| Н (3)           | Москва — Испания «рабочая»          | 12:0 |
| МГ 78           | Москва — Иваново                    | 4:3  |
| МГ 79           | Москва — Иваново                    | 3:1  |
| Н (4)           | Москва — Киев-II                    | 5:2  |
| МГ 80           | Москва — Киев                       | 8:1  |
| МГ 81           | Москва — Одесса                     | 2:2  |
| Н (5)           | Москва — «Областная милиция» Одесса | 2:1  |
| Н (6)           | Москва — «Динамо» Одесса            | 5:0  |
| Н (7)           | Москва — «Динамо» Днепропетровск    | 3:5  |
| Н (8)           | Москва — «Динамо» Днепропетровск    | 7:3  |
| Итого           |                                     |      |
| И В Н П М       |                                     |      |
| 9 6 2 1 37 − 19 |                                     |      |
| 8 6 0 2 42 − 13 |                                     |      |

## Официальные матчи

### 140. Москва — Ленинград — 3:3
Междугородний товарищеский матч 74 (отчет ). 
| Москва                                               | 3:3 | Ленинград                                                  |
| ---------------------------------------------------- | --- | ---------------------------------------------------------- |
| - Смирнов 26′ - Ан.Старостин 59′ (пен.) - Павлов 70′ |     | - 19′ (пен.) Пав.Попов - ~48′ М.Бутусов - ~50′ П.Дементьев |

| Игрок                | Клуб                 |                                                  | Вышел на замену | Гол   |
| -------------------- | -------------------- | ------------------------------------------------ | --------------- | ----- |
| Филиппов, Иван       | «Дукат»              | Серебряный гол · Серебряный гол · Серебряный гол | 16              | (-30) |
|                      |                      |                                                  |                 |       |
| Старостин, Александр | «Дукат»              |                                                  | 36              |       |
| Пчеликов, Павел      | «Красный пролетарий» |                                                  | 35              |       |
|                      |                      |                                                  |                 |       |
| Столяров, Алексей    | «Динамо»             |                                                  | 6               |       |
| Старостин, Андрей    | «Дукат»              | Гол                                              | 18              | 1     |
| Никишин, Евгений     | ЦДКА                 |                                                  | 48              | 1     |
|                      |                      |                                                  |                 |       |
| Старостин, Николай   | «Дукат»              |                                                  | 46              | 44    |
| Смирнов, Василий     | «Динамо»             | Гол                                              | 12              | 7     |
| Степанов, Владимир   | «Геофизика»          |                                                  | 12              | 8     |
| Павлов, Василий      | «Динамо»             | Гол                                              | 30              | 20    |
| Ильин, Сергей        | «Динамо»             |                                                  | 25              | 11    |

| Ленинград   |     |
| ----------- | --- |
| Шлейфер     |     |
|             |     |
| Юденич      |     |
| Ежов        |     |
|             |     |
| Пав.Попов   | Гол |
| Елисеев     |     |
| Вал.Фёдоров |     |
|             |     |
| Светлов     |     |
| П.Дементьев | Гол |
| М.Бутусов   | Гол |
| Ярцев       |     |
| Кусков      |     |

### 141. Москва — Харьков — 2:3
Междугородний товарищеский матч 75 (отчет ). 
| Москва | 2:3 | Харьков |
| ------ | --- | ------- |
|        |     |         |

| Игрок                | Клуб           |                                                  | Вышел на замену | Гол   |
| -------------------- | -------------- | ------------------------------------------------ | --------------- | ----- |
| Гранаткин, Валентин  | «Серп и Молот» | Серебряный гол · Серебряный гол · Серебряный гол | 11              | (-15) |
|                      |                |                                                  |                 |       |
| Старостин, Александр | «Дукат»        |                                                  | 37              |       |
| Тетерин, Виктор      | «Динамо»       |                                                  | 3               |       |
|                      |                |                                                  |                 |       |
| Старостин, Андрей    | «Дукат»        |                                                  | 19              | 1     |
| Селин, Фёдор         | «Динамо»       |                                                  | 54              | 27    |
| Леута, Станислав     | «Дукат»        |                                                  | 39              | 2     |
|                      |                |                                                  |                 |       |
| Старостин, Николай   | «Дукат»        |                                                  | 47              | 44    |
| Смирнов, Василий     | «Динамо»       |                                                  | 13              | 7     |
| Иванов, Сергей       | «Динамо»       |                                                  | 19              | 13    |
| Павлов, Василий      | «Динамо»       |                                                  | 31              | 20    |
| Ильин, Сергей        | «Динамо»       |                                                  | 26              | 11    |

| Харьков      |  |
| ------------ |  |
| Бабкин       |  |
|              |  |
| Пономаренко  |  |
| К.Фомин      |  |
|              |  |
| Н.Фомин      |  |
| Старусев     |  |
| Привалов     |  |
|              |  |
| Копейко      |  |
| Шпаковский   |  |
| Жук          |  |
| Паровышников |  |
| Б.Андреев    |  |

### 142. Москва — Турция — 7:2
Международный товарищеский матч 23 (отчет ). 
| Москва                                                                  | 7:2 | Турция          |
| ----------------------------------------------------------------------- | --- | --------------- |
| - Смирнов 19′ 86′ - С.Иванов 17′ 54′ 83′ - Н.Старостин 74′ - Павлов 77′ |     | - 13′ 39′ Вахаб |

| Игрок                | Клуб     |                                 | Вышел на замену | Гол  |
| -------------------- | -------- | ------------------------------- | --------------- | ---- |
| Рыжов, Иван          | ЦДКА     | Серебряный гол · Серебряный гол | 1               | (-2) |
|                      |          |                                 |                 |      |
| Старостин, Александр | «Дукат»  |                                 | 38              |      |
| Тетерин, Виктор      | «Динамо» |                                 | 4               |      |
|                      |          |                                 |                 |      |
| Дубинин, Виктор      | «Динамо» |                                 | 6               |      |
| Старостин, Андрей    | «Дукат»  |                                 | 20              | 1    |
| Столяров, Алексей    | «Динамо» |                                 | 7               |      |
|                      |          |                                 |                 |      |
| Старостин, Николай   | «Дукат»  | Гол                             | 48              | 45   |
| Смирнов, Василий     | «Динамо» | Гол · Гол                       | 14              | 9    |
| Иванов, Сергей       | «Динамо» | Гол · Гол · Гол                 | 20              | 16   |
| Павлов, Василий      | «Динамо» | Гол                             | 32              | 21   |
| Ильин, Сергей        | «Динамо» |                                 | 27              | 11   |

| Турция     |           |
| ---------- | --------- |
| Авни       |           |
|            |           |
| Сабих      |           |
| Хюсню      |           |
|            |           |
| Билял      |           |
| Салахаттин |           |
| Фейзи      |           |
|            |           |
| Ниязи      |           |
| Хаккы      |           |
| Вахаб      | Гол · Гол |
| Шереф      |           |
| Эшреф      |           |

### 143. Москва — Ленинград — 4:2
Междугородний товарищеский матч 76 — Матч трёх городов (отчет ). 
| Москва                                            | 4:2 | Ленинград                 |
| ------------------------------------------------- | --- | ------------------------- |
| - С.Ильин 3′ - Н.Старостин 50′ 71′ - С.Иванов 65′ |     | - 10′ Елисеев - 30′ Ярцев |

| Игрок                | Клуб           |           | Вышел на замену | Гол   |
| -------------------- | -------------- | --------- | --------------- | ----- |
| Филиппов, Иван       | «Дукат»        | 49'       | 17              | (-32) |
|                      |                |           |                 |       |
| Старостин, Александр | «Дукат»        | 68'       | 39              |       |
| Тетерин, Виктор      | «Динамо»       |           | 5               |       |
|                      |                |           |                 |       |
| Дубинин, Виктор      | «Динамо»       | 72'       | 7               |       |
| Старостин, Андрей    | «Дукат»        |           | 21              | 1     |
| Никишин, Евгений     | ЦДКА           |           | 49              | 1     |
|                      |                |           |                 |       |
| Старостин, Николай   | «Дукат»        | Гол · Гол | 49              | 47    |
| Лапшин, Алексей      | «Динамо»       | 79'       | 2               |       |
| Иванов, Сергей       | «Динамо»       | Гол       | 21              | 17    |
| Павлов, Василий      | «Динамо»       |           | 33              | 21    |
| Ильин, Сергей        | «Динамо»       | Гол       | 28              | 12    |
| Замены               |                |           |                 |       |
| Гранаткин, Валентин  | «Серп и Молот» | 49'       | 12              | (-15) |
| Леута, Станислав     | «Дукат»        | 72'       | 40              | 2     |

| Ленинград   |     |
| ----------- | --- |
| Шорец       | 52' |
|             |     |
| Юденич      |     |
| Ежов        |     |
|             |     |
| Г.Филиппов  | 46' |
| Елисеев     | Гол |
| Вал.Фёдоров |     |
|             |     |
| Елец        |     |
| П.Дементьев |     |
| Мурашев     |     |
| Ярцев       | Гол |
| Кусков      |     |
| Замены      |     |
| Сидоренко   | 52' |
| Пав.Попов   | 46' |

### 144. Москва — Харьков — 4:2
Междугородний товарищеский матч 77 — Матч трёх городов (отчет ). 
| Москва                                        | 4:2 | Харьков                           |
| --------------------------------------------- | --- | --------------------------------- |
| - Павлов 19′ 86′ - С.Ильин 39′ - С.Иванов 58′ |     | - 25′ Лесной - 77′ (пен.) В.Фомин |

| Игрок                | Клуб           |                                 | Вышел на замену | Гол   |
| -------------------- | -------------- | ------------------------------- | --------------- | ----- |
| Гранаткин, Валентин  | «Серп и Молот» | Серебряный гол · Серебряный гол | 13              | (-17) |
|                      |                |                                 |                 |       |
| Старостин, Александр | «Дукат»        |                                 | 40              |       |
| Тетерин, Виктор      | «Динамо»       |                                 | 6               |       |
|                      |                |                                 |                 |       |
| Леута, Станислав     | «Дукат»        |                                 | 41              | 2     |
| Старостин, Андрей    | «Дукат»        |                                 | 22              | 1     |
| Никишин, Евгений     | ЦДКА           |                                 | 50              | 1     |
|                      |                |                                 |                 |       |
| Старостин, Николай   | «Дукат»        |                                 | 50              | 47    |
| Лапшин, Алексей      | «Динамо»       |                                 | 3               |       |
| Иванов, Сергей       | «Динамо»       | Гол                             | 22              | 18    |
| Павлов, Василий      | «Динамо»       | Гол · Гол                       | 34              | 23    |
| Ильин, Сергей        | «Динамо»       | Гол                             | 29              | 13    |

| Харьков      |     |
| ------------ | --- |
| Бабкин       |     |
|              |     |
| Пономаренко  |     |
| К.Фомин      |     |
|              |     |
| Старусев     |     |
| В.Фомин      | Гол |
| Привалов     |     |
|              |     |
| ?            |     |
| Шпаковский   |     |
| Лесной       | Гол |
| Паровышников |     |
| ?            |     |

### 145. Москва — Иваново — 4:3
Междугородний товарищеский матч 78 (отчет ). 
| Москва                                        | 4:3 | Иваново                             |
| --------------------------------------------- | --- | ----------------------------------- |
| - Павлов 12′ - С.Иванов 61′ 73′ - Смирнов 77′ |     | - 59′ 71′ Малхасов - 89′ Гончаренко |

| Игрок                | Клуб     |                                                  | Вышел на замену | Гол  |
| -------------------- | -------- | ------------------------------------------------ | --------------- | ---- |
| Рыжов, Иван          | ЦДКА     | Серебряный гол · Серебряный гол · Серебряный гол | 2               | (-5) |
|                      |          |                                                  |                 |      |
| Старостин, Александр | «Дукат»  |                                                  | 41              |      |
| Тетерин, Виктор      | «Динамо» |                                                  | 7               |      |
|                      |          |                                                  |                 |      |
| Дубинин, Виктор      | «Динамо» |                                                  | 8               |      |
| Старостин, Андрей    | «Дукат»  |                                                  | 23              | 1    |
| Леута, Станислав     | «Дукат»  |                                                  | 42              | 2    |
|                      |          |                                                  |                 |      |
| Старостин, Николай   | «Дукат»  |                                                  | 51              | 47   |
| Смирнов, Василий     | «Динамо» | Гол                                              | 15              | 10   |
| Иванов, Сергей       | «Динамо» | Гол · Гол                                        | 23              | 20   |
| Лапшин, Алексей      | «Динамо» | 10'                                              | 4               |      |
| Ильин, Сергей        | «Динамо» |                                                  | 30              | 13   |
| Замена               |          |                                                  |                 |      |
| Павлов, Василий      | «Динамо» | 10'                                              | 35              | 24   |

| Иваново    |           |
| ---------- | --------- |
| Дорохов    |           |
|            |           |
| Сентябрев  |           |
| М.Денисов  |           |
|            |           |
| Аникин     |           |
| Жордания   |           |
| С.Козлов   |           |
|            |           |
| Гончаренко | Гол       |
| Малхасов   | Гол · Гол |
| Коротких   |           |
| Садовский  |           |
| Вавилов    |           |

### 146. Москва — Иваново — 3:1
Междугородний товарищеский матч 79 (отчет ). 
| Москва                     | 3:1 | Иваново |
| -------------------------- | --- | ------- |
| - ? (1:1)′ - ? 53′ - ? 90′ |     | - 21′ ? |

| Игрок                | Клуб     |                | Вышел на замену | Гол  |
| -------------------- | -------- | -------------- | --------------- | ---- |
| Рыжов, Иван          | ЦДКА     | Серебряный гол | 3               | (-6) |
|                      |          |                |                 |      |
| Старостин, Александр | «Дукат»  |                | 42              |      |
| Тетерин, Виктор      | «Динамо» |                | 8               |      |
|                      |          |                |                 |      |
| Дубинин, Виктор      | «Динамо» |                | 9               |      |
| Старостин, Андрей    | «Дукат»  |                | 24              | 1    |
| Столяров, Алексей    | «Динамо» |                | 8               |      |
|                      |          |                |                 |      |
| Старостин, Николай   | «Дукат»  |                | 52              | 47   |
| Смирнов, Василий     | «Динамо» |                | 16              | 10   |
| Иванов, Сергей       | «Динамо» |                | 24              | 20   |
| Лапшин, Алексей      | «Динамо» |                | 5               |      |
| Ильин, Сергей        | «Динамо» |                | 31              | 13   |

| Иваново |  |
| ------- |  |
| Дорохов |  |
|         |  |
| ?       |  |
| ?       |  |
|         |  |
| ?       |  |
| ?       |  |
| ?       |  |
|         |  |
| ?       |  |
| ?       |  |
| ?       |  |
| ?       |  |
| ?       |  |

### 147. Москва — Киев — 8:1
Междугородний товарищеский матч 80 (отчет ). 
| Москва | 8:1 | Киев          |
| ------ | --- | ------------- |
|        |     | - 6′ Щегоцкий |

| Игрок              | Клуб                 |                | Вышел на замену | Гол  |
| ------------------ | -------------------- | -------------- | --------------- | ---- |
| Рыжов, Иван        | ЦДКА                 | Серебряный гол | 4               | (-7) |
|                    |                      |                |                 |      |
| Пчеликов, Павел    | «Красный пролетарий» |                | 36              |      |
| Тетерин, Виктор    | «Динамо»             |                | 9               |      |
|                    |                      |                |                 |      |
| Дубинин, Виктор    | «Динамо»             |                | 10              |      |
| Столяров, Алексей  | «Динамо»             |                | 9               |      |
| Путилин, Гавриил   | «Дукат»              |                | 2               | 1    |
|                    |                      |                |                 |      |
| Никифоров, Пётр    | «Дукат»              |                | 1               |      |
| Смирнов, Василий   | «Динамо»             |                | 17              | 10   |
| Иванов, Сергей     | «Динамо»             |                | 25              | 20   |
| Степанов, Владимир | «Геофизика»          |                | 13              | 8    |
| Ильин, Сергей      | «Динамо»             |                | 32              | 13   |

| Киев      |     |
| --------- | --- |
| ?         |     |
|           |     |
| ?         |     |
| ?         |     |
|           |     |
| ?         |     |
| ?         |     |
| ?         |     |
|           |     |
| ?         |     |
| ?         |     |
| Щегоцкий  | Гол |
| ?         |     |
| Прокофьев |     |

### 148. Москва — Одесса — 2:2
Междугородний товарищеский матч 81 (отчет ). 
| Москва | 2:2 | Одесса |
| ------ | --- | ------ |
|        |     |        |

| Игрок              | Клуб                 |                                 | Вышел на замену | Гол  |
| ------------------ | -------------------- | ------------------------------- | --------------- | ---- |
| Рыжов, Иван        | ЦДКА                 | Серебряный гол · Серебряный гол | 5               | (-9) |
|                    |                      |                                 |                 |      |
| Пчеликов, Павел    | «Красный пролетарий» |                                 | 37              |      |
| Тетерин, Виктор    | «Динамо»             |                                 | 10              |      |
|                    |                      |                                 |                 |      |
| Дубинин, Виктор    | «Динамо»             |                                 | 11              |      |
| Старостин, Андрей  | «Дукат»              |                                 | 25              | 1    |
| Столяров, Алексей  | «Динамо»             |                                 | 10              |      |
|                    |                      |                                 |                 |      |
| Старостин, Николай | «Дукат»              |                                 | 53              | 47   |
| Смирнов, Василий   | «Динамо»             |                                 | 18              | 10   |
| Иванов, Сергей     | «Динамо»             |                                 | 26              | 20   |
| Павлов, Василий    | «Динамо»             |                                 | 36              | 24   |
| Ильин, Сергей      | «Динамо»             |                                 | 33              | 13   |

| Одесса |  |
| ------ |  |
| ?      |  |
|        |  |
| ?      |  |
| ?      |  |
|        |  |
| ?      |  |
| ?      |  |
| ?      |  |
|        |  |
| ?      |  |
| ?      |  |
| ?      |  |
| ?      |  |
| ?      |  |

## Неофициальные матчи
1. Контрольный матч
| 21 июн Неоф (1) | Москва | 0:1 | Москва (II)     | Стадион им.Томского, Москва |
| |        |     | - 22′ П.Комаров |                             |
| Москва: ... Ан.Старостин, Н.Старостин, Павлов, Степанов ... Москва (II): И.Филиппов - ... Тетерин, Леута, П.Комаров, Е.Москвин ... |        |     |                 |                             |

2. Открытие летнего сезона в Орехово-Зуево
| ~17 июн Неоф (2) | Москва | 8:1 | Орехово | Орехово-Зуево |

3. Международный товарищеский матч
| 12 сен Неоф (2) | Москва                                                               | 12:0 | Испания «раб» | «Динамо», Москва |
| | - Лапшин 7′ 13′ 23′ - С.Иванов 31′ - С.Ильин - Н.Старостин - Смирнов |      |               | Зрителей: 60 000 |
| Москва: Рыжов - Ал.Старостин, Тетерин - В.Дубинин, Ан.Старостин, Столяров - Н.Старостин, Смирнов, С.Иванов, Лапшин, С.Ильин «раб»: Мартин - Монтегю, Сильва - Прието, Карре, Сеонес - Луэнго, Баланидс, Родриго, Гонзалес, Байо |                                                                      |      |               |                  |

4-8. Южное турне
| 13 ноя Неоф (4) | Москва | 5:2 | Киев (II) | Киев |

| 13 ноя Неоф (5) | Москва | 2:1 | «Областная милиция» | Стадион им.10-летия ЛКСМ, Одесса |

| 15 ноя Неоф (6) | Москва | 5:0 | «Динамо» Одесса | Стадион им.10-летия ЛКСМ, Одесса |

| 16 ноя Неоф (7) | Москва | 3:5 | «Динамо» Днепропетровск | Днепропетровск |
| |        |     | - Лайко - П.Корнилов    |                |
| Москва: Рыжов - Ал.Старостин, Тетерин - В.Дубинин, Ан.Старостин, Столяров - Н.Старостин, Смирнов, С.Иванов, Павлов, В.Ильин «Динамо» Днепропетровск: Гутарев - Белкин, Белов - Гребер, И.Кузьменко, М.Старостин - П.Корнилов, Каминский, Лайко, В.Кривошеев, Бородин |        |     |                         |                |

| до 22 ноя Неоф (8) | Москва | 7:3 | «Динамо» Днепропетровск | Днепропетровск |